# Bělehradská brána (Petrovaradín)

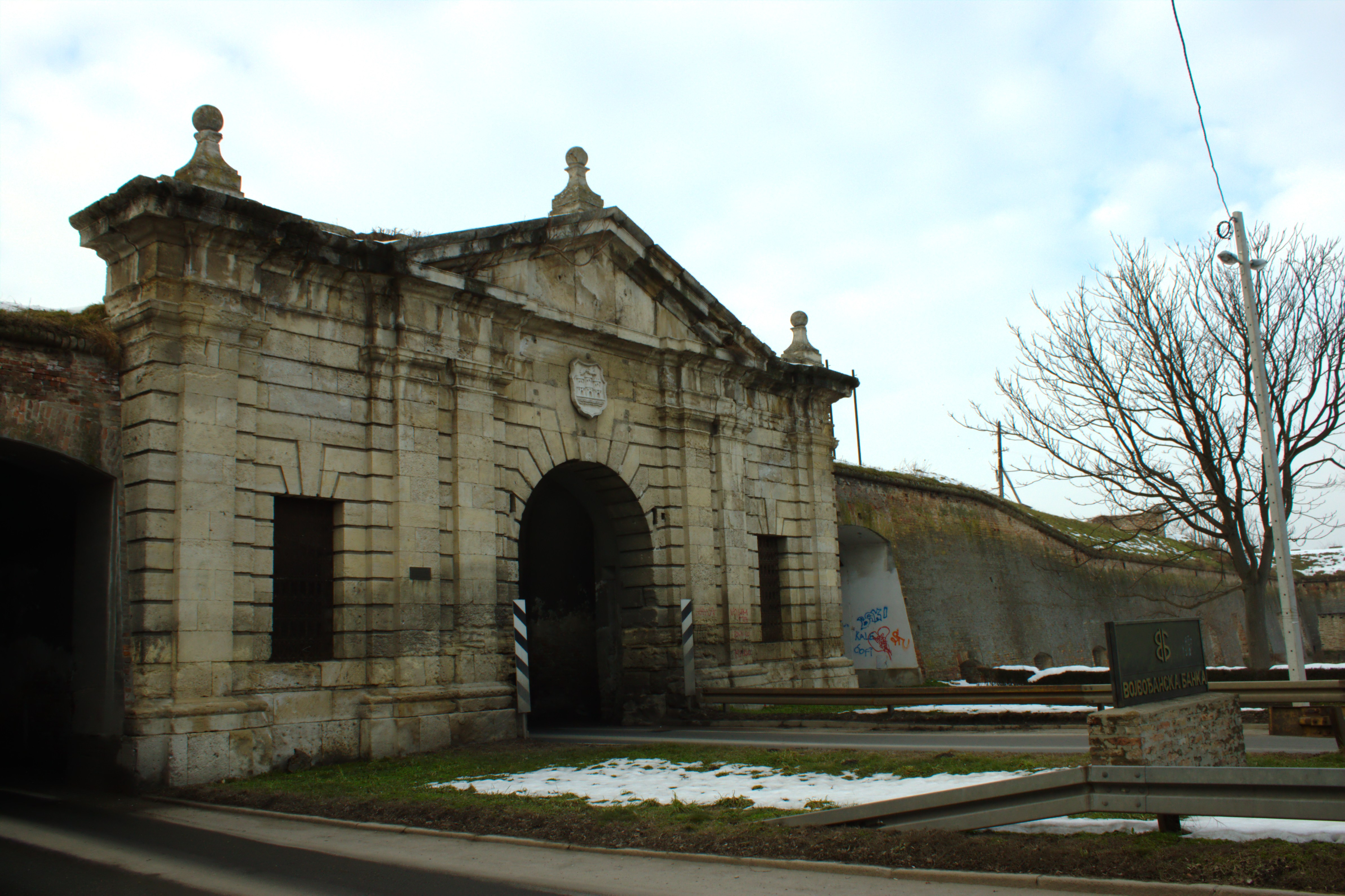
Jižní strana brány v roce 2011.

Bělehradská brána (srbsky Београдска капија/Beogradska kapija) je dochovaná jižní brána Petrovaradína, která se nachází v Novém Sadu, metropoli srbské Vojvodiny. Kromě ní existovaly ještě další brány; Novosadská brána na dnešním předmostí Varadínského mostu a Červená brána, která se nachází dodnes na severním okraji města, je však pro veřejnost nepřístupná. Výška brány činí cca 10 metrů.

## Historie
Brána byla vybudována v roce 1753 v klasicistním stylu jako součást petrovaradínského podhradí. Nachází se mezi bastionem sv. Ignáce a bastionem sv. Ernesta. Jako jedna ze dvou bran v Petrovaradínu se dochovala do dnešních dnů (Novosadská brána byla zbořena po první světové válce). Cesta vedoucí skrz bránu (z Nového Sadu do Sremských Karlovců) dnes slouží pro silniční dopravu. V roce 1958 byly do nebytových prostor, které jsou součástí areálu brány, nastěhovány kulturní instituce, např. místní památkový ústav. 
Brána byla v letech 2014 a 2015 nákladně rekonstruována (obnoveny obě dvě fasády a vnitřní prostor). V roce 2017 byla doplněna slavnostním osvětlením, které bylo realizováno celkovým nákladem 300 000 eur.
Brána má pro dějiny Nového Sadu jistý význam, neboť právě ní do města vstoupila na konci první světové války srbská armáda, postupující do území dolních Uher z jihu.